# Cyclommatus rangifer stenosomus
Cyclommatus rangifer stenosomus es una subespecie de coleóptero de la familia Lucanidae.

## Distribución geográfica
Habita en la Península de Malaca.